# Sybra umbratica
Sybra umbratica là một loài bọ cánh cứng trong họ Cerambycidae.